# 裸のチェロ
『裸のチェロ』（はだかのチェロ、原題：Il merlo maschio, 「雄クロツグミ」の意）は、パスクァーレ・フェスタ・カンパニーレ監督による1971年（昭和46年）製作・公開のイタリア映画である。「イタリア式コメディ」を代表する作品のひとつであり、アレーナ・ディ・ヴェローナをはじめヴェローナの風景が描かれている。

## あらすじ

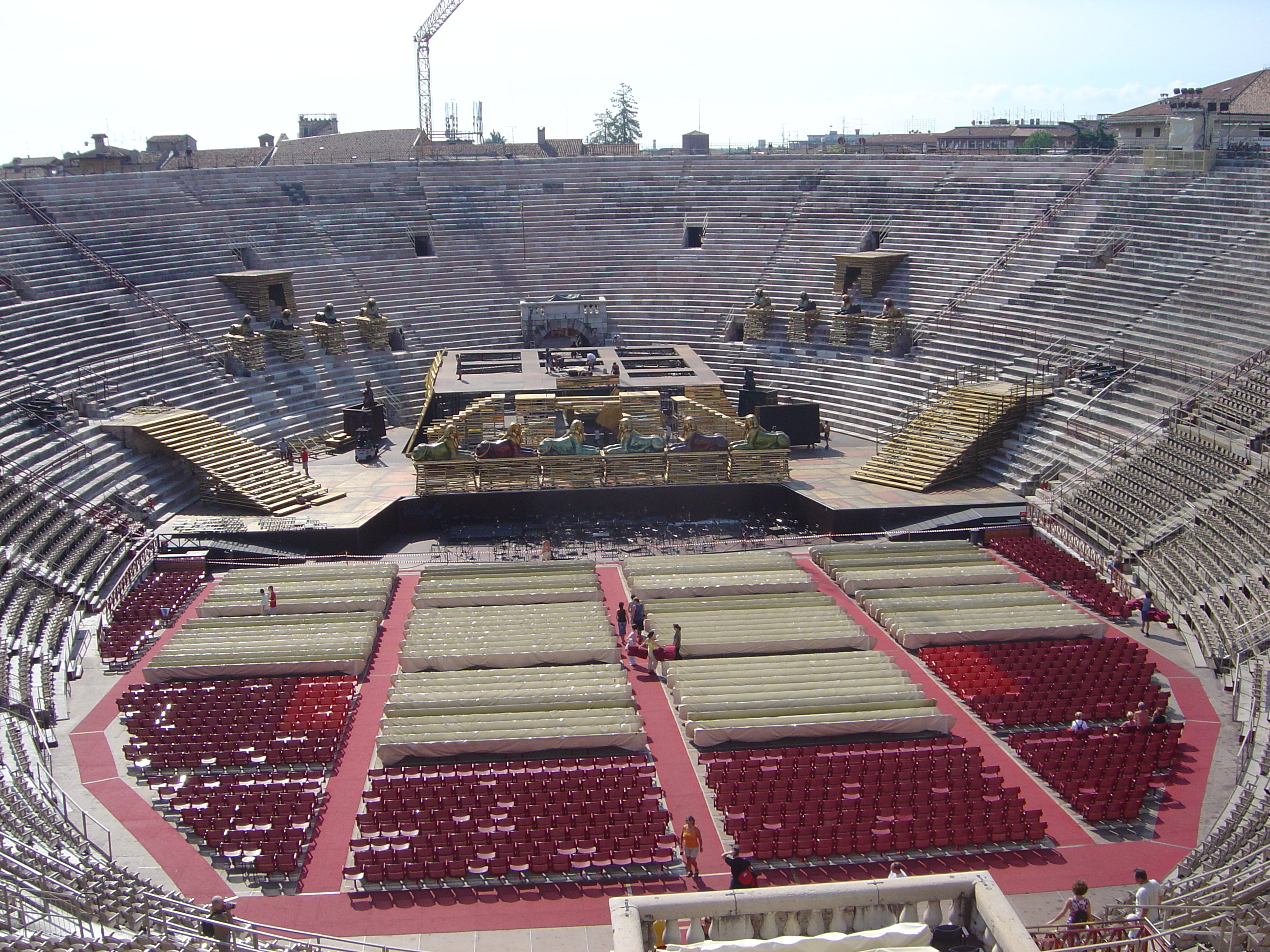
アレーナ・ディ・ヴェローナ

ニッコロ・ヴィヴァルディ（ランド・ブッツァンカ）は、オーケストラの指揮者からチェロ奏者の仕事を干されてしまい、失望する。彼は、友人（リノ・トフォロ）や同僚に見せびらかすべく、大胆なポーズで愛妻コンスタンツァ（ラウラ・アントネッリ）の写真を撮り始める。露出趣味が極まった彼は、オペラ『アイーダ』の公演の間、アレーナ・ディ・ヴェローナ」の満場の観衆の前に、裸身の妻を運んでくる。
また、コンスタンツァは裸のままチェロのケースのなかに入れられて持ち運ばれることに同意する。そして、ニッコロはダダイスト芸術家のマン・レイの写真をヒントに、ヴェローナの橋の上で全裸の彼女を出す。

## 作品データ
- カラー作品（イーストマン・カラー）/ 上映時間112分 / 上映サイズ2.35:1（テクニスコープ）
- ロケ地　イタリア・ヴェネト州ヴェローナ県ヴェローナ、エミリア＝ロマーニャ州パルマ県サルソマッジョーレ・テルメ

## キャスト
- ラウラ・アントネッリ　（コンスタンツァ・ヴィヴァルディ）
- ランド・ブッツァンカ　（ニッコロ・ヴィヴァルディ）
- フェルッチョ・デ・セレサ　（精神分析医）
- ジャンリコ・テデスキ　（オーケストラの指揮者）
- エルザ・ヴァッゾレル　（コンスタンツァの母）
- リノ・トフォロ　（友人カヴァルモレッティ）

## 関連事項
- it:Immagine:Il Merlo Maschio Laura Antonellli 1971.jpg

イタリア語版Wikipedia上には、イタリア国内の著作権法に準拠した形で本作のスチル写真が掲載されている。
- ルチアーノ・ビアンチャルディ （it:Luciano Bianciardi）